# Whirinaki (rivière)
La rivière Whirinaki  est un cours d’eau de la région de Hawke's Bay et de la région de la Baie de l’Abondance dans l’Île du Nord de la Nouvelle-Zélande.

## Géographie
Elle s’écoule essentiellement  vers le nord à travers le parc de '  Whirinaki Te Pua-a-Tāne Conservation Park' et de la Forêt de Kaingaroa pour atteindre  la rivière Rangitaiki à 3 km au nord de la ville de Murupara.